# Mossalsk
Mossalsk (russisch Мосальск) ist eine Kleinstadt in der Oblast Kaluga (Russland) mit 4288 Einwohnern (Stand 14. Oktober 2010).

## Geografie
Die Stadt liegt am Südrand der Ugra-Protwa-Niederung etwa 90 km westlich der Oblasthauptstadt Kaluga an der Moschaika, einem linken Nebenfluss der Ressa im Flusssystem der Wolga.
Mossalsk ist Verwaltungszentrum des gleichnamigen Rajons.

## Geschichte
Der Ort wurde erstmals 1231 als Massalsk im Fürstentum Tschernigow urkundlich erwähnt. Später wurde er Zentrum eines autonomen Lehnsfürstentumes. Der Name ist vermutlich baltischer Herkunft.
Um 1407 kam die Stadt unter litauische Hoheit. 1493 eroberten Truppen des Großfürstentums Moskau unter Iwan III. die Stadt. Im folgenden Jahr trat Moskau die Stadt im Zusammenhang mit der Vermählung von Iwans Tochter Jelena mit dem litauischen Großfürsten vorübergehend wieder ab, bevor sie am Anfang des 16. Jahrhunderts endgültig unter russische Herrschaft gelangte.
1776 wurde das moderne Stadtrecht als Verwaltungszentrum eines Kreises (Ujesds) verliehen. Zur Mitte des 19. Jahrhunderts war Mossalsk bedeutender Lager- und Großhandelspunkt für Getreide, Hanfstoffe und Pflanzenöl. Diese Waren wurden von hier über Smolensk in Richtung Riga und Sankt Petersburg geliefert. In Folge stagnierte die wirtschaftliche Entwicklung jedoch und Mossalsk blieb unbedeutende Kleinstadt.
Im Zweiten Weltkrieg wurde Mossalsk am 6. Oktober 1941 von der deutschen Wehrmacht besetzt und am 8. Januar 1942 von der Westfront der Roten Armee im Rahmen der Rschew-Wjasmaer Operation zurückerobert.

### Bevölkerungsentwicklung
| Jahr | Einwohner |
| ---- | --------- |
| 1897 | 2655      |
| 1926 | 2306      |
| 1939 | 2941      |
| 1959 | 3936      |
| 1970 | 4499      |
| 1979 | 4650      |
| 1989 | 4610      |
| 2002 | 4380      |
| 2010 | 4288      |

Anmerkung: Volkszählungsdaten (1926 gerundet)

## Kultur und Sehenswürdigkeiten
In Mossalsk ist die Georgskirche (Георгиевская церковь/Georgijewskaja zerkow) von 1745 erhalten. Die Stadt besitzt ein Heimatmuseum.
Im Rajon Mossalsk liegt die archäologische Fundstätte Moschtschino mit Siedlungsresten aus dem 4. bis 13. Jahrhundert.
Am See Besdon befindet sich die Fischfang- und Jagdwirtschaft Saizewa Gora.
In Mossalsk erinnert ein Denkmal an den im nahen Dorf Ljubachowka geborenen Komponisten Nikolai Pawlowitsch Budaschkin (1910–1988).

## Wirtschaft und Infrastruktur
In Mossalsk gibt es kleinere Betriebe der Textil- und Lebensmittelindustrie.
Die Fernstraße A101 Moskau–Roslawl–belarussische Grenze führt 20 Kilometer nördlich der Stadt vorbei.